# Hartwig Bauer

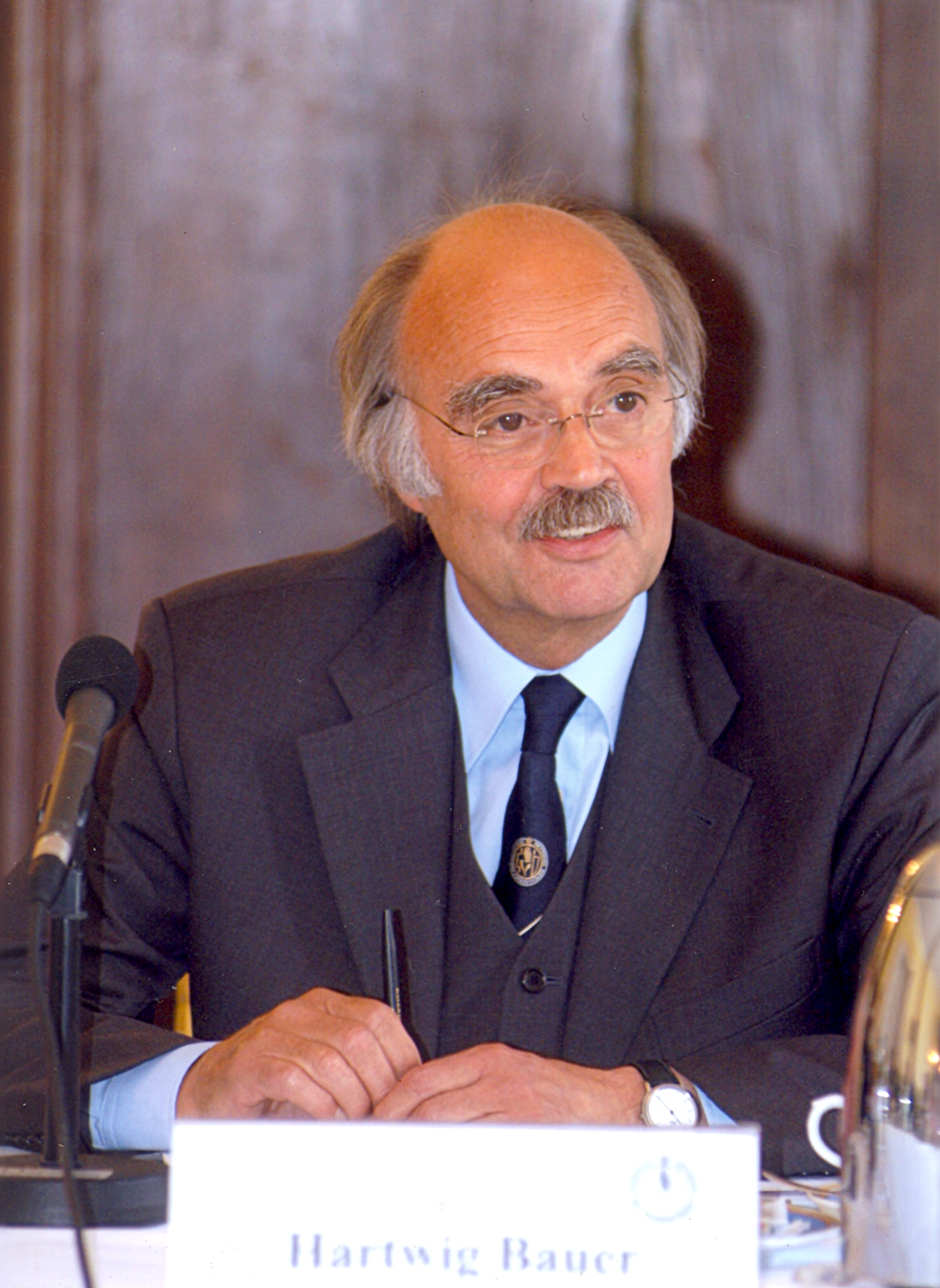
Hartwig Bauer

Hartwig Bauer (* 10. Juni 1942 in Eichstätt) ist ein deutscher Chirurg.

## Leben
Bauer studierte an der Ludwig-Maximilians-Universität München Medizin. Nach dem Staatsexamen wurde er 1967 zum Dr. med. promoviert. Von 1967 bis 1969 war er Medizinalassistent am Kreiskrankenhaus Kipfenberg. Danach war er elf Jahre an der Chirurgischen Poliklinik vom Klinikum der Universität München (Direktor Fritz Holle). 1971/72 diente er als wehrpflichtiger Stabsarzt an der Sanitätsakademie der Bundeswehr in München. Facharzt für Chirurgie wurde er 1975 durch die Bayerische Landesärztekammer. 1977 habilitierte er sich in München. Er erhielt die Anerkennungen für Unfallchirurgie (1979) und Viszeralchirurgie (1993). Seit 1980 C2-Professor, wurde er 1981 zum chirurgischen Chefarzt und Ärztlichen Direktor der Kreisklinik Altötting, Lehrkrankenhaus der Technischen Universität München, gewählt. Bauer saß im Vorstand oder Präsidium verschiedener Fachgesellschaften und berufsständischer Vereinigungen. 1989 leitete er die Vereinigung der Bayerischen Chirurgen. 1996/97 war er Präsident der Deutschen Gesellschaft für Chirurgie. Mit seiner Wahl zu ihrem hauptamtlichen Generalsekretär schied er 2002 aus dem aktiven klinischen Dienst aus.

## Herausgeber
- Nichtresezierende Ulcuschirurgie. Symposium anlässlich des 65. Geburtstages von Professor Dr. Fritz Holle. Springer Verlag, Berlin/Heidelberg/New York 1980, ISBN 3-540-10123-3.
- zus. mit R. Bartkowski (Hrsg.), J. Witte (Hrsg.): G-DRG Praxiskommentar zum Deutschen Fallpauschalen-System.  Ecomed-Verlag, 2004, ISBN 978-3-609-10501-7.
- zus. mit E.A.M. Neugebauer (Hrsg.): 50 Jahre Chirurgische Forschung in Deutschland – Quo vadis? Kaden-Verlag, Heidelberg 2012, ISBN 978-3-942825-08-5.
- zus. mit U. Steinau (Hrsg.): Deutsche Gesellschaft für Chirurgie 1933-1945 Bd. 1: Die Präsidenten. Kaden-Verlag, Heidelberg 2011, ISBN 978-3-942825-03-0.
- zus. mit E. Kraas (Hrsg.), U. Steinau (Hrsg.): Deutsche Gesellschaft für Chirurgie 1933-1945 Bd. 2: Die Verfolgten. Kaden-Verlag, Heidelberg 2019, ISBN 978-3-942825-60-3.

## Ehrungen
- Otto-Goetze-Preis der Vereinigung der Bayerischen Chirurgen (1975)
- Johann-Nepomuk-von-Nußbaum-Preis der Vereinigung der Bayerischen Chirurgen (1978)
- Ehrenbürger der Stadt Caransebes/Rumänien (1991)
- Korrespondierendes Mitglied der Österreichischen Gesellschaft für Chirurgie (1997)
- Goldene Ehrennadel des Bayerischen Roten Kreuzes (1998)
- Innovationspreis „Medizin und Gesundheit“ des Hauptstadtkongresses Berlin (1999)
- Jubiläumspreis (Rudolf Zenker Preis) der Deutschen Gesellschaft für Chirurgie (2000)
- Richard von Volkmann-Medaille der Vereinigung Mitteldeutscher Chirurgen (2001)
- Goldene Ehrennadel der Stadt Altötting (2002)
- Verdienstorden der Bundesrepublik Deutschland, Bundesverdienstkreuz am Bande (2006)
- Ernst-von-der-Porten-Medaille des Berufsverbandes Deutscher Anästhesisten (2008)
- Max-Lebsche-Medaille der Vereinigung der Bayerischen Chirurgen (2011)
- Ernst von Bergmann Gedenkmünze in Gold der Deutschen Gesellschaft für Chirurgie (2012)
- Ernst-von-Bergmann-Plakette der Bundesärztekammer (2012)
- Rudolf-Nissen-Plakette der Deutschen Gesellschaft für Thorax-, Herz- und Gefäßchirurgie (2013)
- Ehrenmitglied
  - Königliche Gesellschaft für Medizin und Chirurgie von Granada (1997)
  - Vereinigung der Bayerischen Chirurgen (2003)
  - Jordanian Surgical Society (2007)
  - Österreichische Gesellschaft für Chirurgie (2011)
  - Polnische Gesellschaft für Chirurgie (2011)
  - Mittelrheinische Chirurgenvereinigung (2011)
  - Deutsche Gesellschaft für Anästhesiologie und Intensivmedizin (2012)
  - Deutsche Gesellschaft für Thoraxchirurgie (2012)
  - Deutsche Gesellschaft für Unfallchirurgie (2012)
  - Vereinigung Norddeutscher Chirurgen (2012)
  - Konvent leitender Krankenhauschirurgen (2013)
  - Deutsche Gesellschaft für Gefäßchirurgie und Gefäßmedizin (2013)